# 夜見島
夜見島（やみじま）は、ソニー・コンピュータエンタテインメント（SCEI）のホラーゲーム『SIREN2』に登場する架空の島。
モデルは長崎県にある端島であるが、ロケーションは広島県の大久野島や岡山県の真鍋島などで行われた。

## 沿革
モデルとなっている端島の沿革もモチーフとなっている。端島 (長崎県)#歴史も参照。
- 1890年(明治23年) - 砲台施設竣工
- 1960年(昭和35年) - 夜見島に資源調査団派遣
- 1961年(昭和36年) - 四鳴山資源採掘開始、鉄塔建造
- 1963年(昭和38年) - 団地建造
- 1965年(昭和40年) - 夜見島遊園開園
- 1967年(昭和42年) - 島内人口が史上最高を記録
- 1970年(昭和45年) - 金鉱の採掘量減少により夜見島金鉱株式会社が事業撤退を検討、夜見島港閉鎖
- 1973年(昭和48年) - 金鉱山閉鎖
- 1975年(昭和50年) 7月31日 - 島民減少に伴い廃校となった夜見島小中学校が放火され、全焼
- 1976年(昭和51年) 8月2日 - 本土との海底ケーブルが何らかの原因により切断され、島内の電源喪失。翌朝、電力会社職員により全島民の行方不明を確認（夜見島全島民失踪事件）
- 1986年(昭和61年) 8月2日 - 夜見島周辺海域を航行中の貨客船・ブライトウィン号が遭難する（ブライトウィン号消失事件）
- 1986年(昭和61年) 8月3日 - 貨客船・ブライトウィン号の乗客1名が夜見島沖で救出される
- 2003年(昭和78年)[注釈 1]8月6日 - 夜見島沖でマグロ漁船・羽生丸が消息を絶つ
- 2005年(昭和80年) 8月1日 - 陸上自衛隊の輸送ヘリが島内に不時着
- 2005年(昭和80年) 8月2日 - 夜見島が異界化する

## 地区
今作では消失に関わる未解決事件にちなんだキーワードを抽出し、地名化されている。
蒼ノ久（あおのく）
島の西部沿岸に位置。鉱山開発前から存在する蒼ノ久集落がある漁港で、網元の太田家をはじめとする漁師が居を構える。三上家もある。 名前の由来は「ロアノーク島」から。
瓜生ヶ森（うりゅうがもり）
島のほぼ中央に位置。鉱山開発により開かれた山で採掘所の他に選鉱作業所や鉱石搬送用のインクラインがある。名前の由来は「瓜生島」から。
夜見島港
鉱山開発後に作られた大型のコンクリート港。島の南西部沿岸に位置。鉱山開発事務所をはじめコンクリート製の建築物が混み合うように立っている。長崎県端島に実在する「ドルフィン桟橋」や「地獄段」が再現された場所が存在する。
崩谷（ほうや）
島の南西部に位置。鉱山開発後に建設された金鉱社宅団地がある。イ棟、ロ棟、ハ棟の3棟があるが、ハ棟のみ高台に位置しており、作中には登場していない。鉄筋コンクリート製の3階建て2DKで、1棟あたり12世帯の居住が可能。名前の由来は「ホヤ・ヴェルデ」から。ロケ地は神岡鉱山栃洞社宅跡。
碑足（ひだる）
島の北部に位置。鉱山開発後に建設された夜見島遊園があるが、2005年時点ではすでに閉園され廃墟と化している。2005年8月1日20時頃に三逗市付近で物資輸送訓練中であった陸上自衛隊の輸送ヘリが原因不明のパイロット突然死によりコントロールを失い、夜見島遊園にほど近い碑足岬の森林に墜落した。名前の由来は「ジェラルド・ビダル」から。
潮降浜（しおふりはま）
島の最西端に位置。丘の上に廃墟化した夜見島小中学校があり、海岸沿いに資材置き場と灯台が存在する。名前の由来は端島に実在した「塩降街」から。ロケ地は岡山県真鍋島。
貝追崎（かいおいざき）
島の北西部沿岸に位置。戦時中に使用された砲台跡が2カ所存在している。砲座のみ残り、砲身等は撤去されている。名前の由来は津山三十人殺しが発生した岡山県苫田郡西加茂村大字行重（現・津山市加茂町行重）の貝尾集落から。ロケ地は友ヶ島第3砲台や東京湾要塞第二海堡の砲台跡。蒼ノ久の隣に集落がもう一つ存在するがゲーム中には未登場。広島県大久野島など。
四鳴山（しなりやま）
島のほぼ中央に位置。島民から神聖視されており、古来より禁足地であったが鉱山開発後に離島線4号基鉄塔が建造される。異界化後、離島線4号基鉄塔の上層部付近には時空の歪みにより太田家の家屋が出現している。名前の由来は「シナル（シュメール）」から。
瀬礼洲（せれす）
島の南部に位置する森林に覆われた地域。1986年に遭難した輝勝フェリー所属のブライトウィン号が座礁している。名前の由来は「メアリー・セレスト号」から。
三逗市（さんずし）
四開地方に位置する夜見島のもっとも近隣の自治体。中迂半島に位置。一樹らが夜見島へ発った三逗港が存在する。名前の由来は「三途川」から。
亀石野村
四開県亀石郡に所属する村。矢倉市子が在籍する県立亀石野中学校が存在。作中では名前のみ登場。1986年7月31日に開催された県中学校テニス選手権大会への参加に際して亀石野中テニス部が発行した行程表から三逗市に隣接するあるいは、近傍の自治体と考えられる。

## 特徴
四開地方四開県所属、日本近海に位置する離島である。郵便番号は1975年時点で444-44。島の形は飛び立つ「鳩」に酷似している。近隣に三逗市が存在するが、三逗市の一部であるか単独の自治体であるかは明らかにされていない。正式な首長ではないが、古くから夜見島を支配してきた網元の太田家の存在がある。
1961年に島内で金鉱が発見され、夜見島金鉱株式会社が設立されると、外部から採掘業者が多数移住した結果インフラの整備や電化が進み、島の近代化が促進された。1967年には最盛期を迎え、最多人口を記録した。労働者とその家族のための集合住宅や夜見島遊園といった娯楽施設が相次いで造成されたが、1970年に突如として採掘量が激減し、その後1973年ころに資源が完全に枯渇した。その結果、金鉱事業が撤退すると同時に島民の減少が進み、島は衰退の一途を辿った。過疎が進行する中で1976年に発生した海底ケーブル切断事件と全島民の失踪事件を境に無人化した。なお、海底ケーブル切断事件は2003年に発生した静岡県初島の海底ケーブル切断事故がモデルとなっている。本編の2005年時点では廃墟化した社宅や鉱山関連施設などが島内各所に多数残されている。
夜見島の名前は「忌み島」「黄泉島」「闇島」が由来であるとされており、古くから外部との関わりを持たず、閉鎖的な島であった。これは島に伝わる「海からやって来るものは穢れである」という独自の風習が背景にあり、近代化後においても太田家を筆頭に島外の人間に対して排他的な感情を抱く島民が多く存在した。これにより、金鉱開発で島外から人や物資が持ち込まれて島が隆盛する一方でこれを快く思わない一部住民が事業に対する反対運動を行っていた。また、夜見島の近隣住民の間でも呪われた島として忌避されており、島を訪れる者は少ないとされる。一部ゴシップ紙では、島民失踪事件やブライトウィン号遭難事故など数々の怪事件が発生していることから「日本のバミューダ」と揶揄されている。
夜見島には「滅爻樹(めっこうじゅ)伝承」なる言い伝えが存在する。想像上の巨木「滅爻樹」には穢れや不浄を浄化する効果があると信仰されているが、滅爻樹自体は伝説上でも既に現世には無く、枝のみが存在するとされる。その枝にはそれぞれ島民一人ひとりの銘が刻まれており、島で子どもが生まれると夜見島の実質的トップである太田家の当主が新生児の名を記した滅爻樹の枝を四鳴山に取りに行く滅爻樹迎えの儀式が行われる。葬儀に際して死者に捧げられ、死体に憑依する穢れを滅すると信じられている。
童歌に巫秘抄歌（こうなぎひしょうか）がある。7番から成る構成で、舞う巫が7つの門の7つの封印を解くという内容となっている。メソポタミア神話をベースに作られた。

### 特産・名物
夜見アケビ
夜見島に自生するツル科の植物。酸味と甘味のある果肉が特徴で、「最高の珍味」とも呼ばれる。しかしその果肉を食べると多くの場合激しい腹痛を引き起こし、若干の幻覚作用などをもたらす。
夜見亀
四海地方夜見島付近一帯に棲息するウミガメの一種。甲羅に「怒れる人の顔」の様な模様があり、地元の漁師らは網にその亀がかかると、網ごと切り離してでも海に帰していた。モデルは平家蟹。
夜見鍋
夜見島でとれた海の幸、山の幸を使用。包丁を一切使わず、月明かりの下で食すのが正式な作法とされる。